# Team Vorarlberg
El Team Vorarlberg (codi UCI: VBG), conegut anteriorment com a Volksbank, és un equip ciclista austríac de categoria continental. competeix principalment als circuits continentals de ciclisme.
Creat el 1999, no fou fins al 2002 que entra al professionalisme. De 2006 a 2010 gaudia de categoria continental professional però els problemes econòmics el van comportar un descens a l'actual.

## Principals victòries
- Poreč Trophy 6: Fraser MacMaster (2002)
- Volta a Grècia: Fraser MacMaster (2002), Vasileios Anastopoulos (2003), Robert Vrečer (2012)
- Duo Normand: Jean Nuttli i Philippe Schnyder (2003)
- Tour de Berna: René Weissinger (2005)
- Völkermarkter Radsporttage: Hans-Peter Obwaller (2004), René Weissinger (2005)
- Giro del Mendrisiotto: Andreas Dietziker (2010)
- Volta a l'Alta Àustria: Robert Vrečer (2012)
- Fletxa del sud: Víctor de la Parte (2015), Sérgio Sousa (2016)
- Volta a Àustria: Víctor de la Parte (2015)
- París-Mantes-en-Yvelines: Nicolas Baldo (2015)
- Tour de Loir i Cher: Patrick Schelling (2016)

### Grans Voltes
- Tour de França
  - 0 participacions

- Giro d'Itàlia
  - 0 participacions

- Volta a Espanya
  - 0 participacions

## Composició de l'equip
| \| Llista de l'equip 2016 \| Llista de l'equip 2016 \| Llista de l'equip 2016 \| Llista de l'equip 2016 \| \| Ciclista \| Data de naixement \| Equip previ \| \| \| --------------------------------------- \| ---------------------- \| ----------------------------------- \| ---------------------- \| \| Brian Bulgaç \| 7 de abril de 1988 \| LottoNL-Jumbo (2015) \| \| \| Žolt Der \| 25 de març de 1983 \| Start-Massi Cycling Team (2015) \| \| \| Patrick Jäger \| 3 de febrer de 1994 \| \| \| \| Clément Koretzky \| 30 de octubre de 1990 \| Bretagne-Séché Environnement (2015) \| \| \| Michael Kucher \| 26 de març de 1993 \| \| \| \| Daniel Lehner \| 14 de abril de 1994 \| \| \| \| Lukas Meiler \| 14 de febrer de 1995 \| Gebrüder Weiss-Oberndorfer (2014) \| \| \| Manuel Porzner \| 25 de febrer de 1996 \| Stölting (2015) \| \| \| Patrick Schelling \| 1 de maig de 1990 \| IAM Cycling (2015) \| \| \| Manuel Schreiber \| 17 de març de 1990 \| \| \| \| Patrick Schultus \| 27 de gener de 1994 \| \| \| \| Sérgio Sousa \| 11 de octubre de 1983 \| \| \| \| Thomas Umhaller \| 6 de juliol de 1995 \| \| \| \| Nicolas Winter \| 15 de febrer de 1989 \| \| \| \| Francesc Zurita Martínez \| 10 de gener de 1992 \| \| \| \| \| \| \| \| \| Fonts: ProCyclingStats Cycling Archives \| \| \| \| |                       |                                     |  |
| Llista de l'equip 2016 |                       |                                     |  |
| Ciclista | Data de naixement     | Equip previ                         |  |
| Brian Bulgaç | 7 de abril de 1988    | LottoNL-Jumbo (2015)                |  |
| Žolt Der | 25 de març de 1983    | Start-Massi Cycling Team (2015)     |  |
| Patrick Jäger | 3 de febrer de 1994   |                                     |  |
| Clément Koretzky | 30 de octubre de 1990 | Bretagne-Séché Environnement (2015) |  |
| Michael Kucher | 26 de març de 1993    |                                     |  |
| Daniel Lehner | 14 de abril de 1994   |                                     |  |
| Lukas Meiler | 14 de febrer de 1995  | Gebrüder Weiss-Oberndorfer (2014)   |  |
| Manuel Porzner | 25 de febrer de 1996  | Stölting (2015)                     |  |
| Patrick Schelling | 1 de maig de 1990     | IAM Cycling (2015)                  |  |
| Manuel Schreiber | 17 de març de 1990    |                                     |  |
| Patrick Schultus | 27 de gener de 1994   |                                     |  |
| Sérgio Sousa | 11 de octubre de 1983 |                                     |  |
| Thomas Umhaller | 6 de juliol de 1995   |                                     |  |
| Nicolas Winter | 15 de febrer de 1989  |                                     |  |
| Francesc Zurita Martínez | 10 de gener de 1992   |                                     |  |
| |                       |                                     |  |
| Fonts: ProCyclingStats Cycling Archives |                       |                                     |  |

| \| Llista de l'equip 2017 \| Llista de l'equip 2017 \| Llista de l'equip 2017 \| Llista de l'equip 2017 \| \| Ciclista \| Data de naixement \| Equip previ \| \| \| ------------------------ \| ---------------------- \| --------------------------------- \| ---------------------- \| \| Sebastian Baldauf \| 22 de febrer de 1989 \| MLP Bergstraße (2014) \| \| \| Manuel Bosch \| 28 de abril de 1989 \| \| \| \| Žolt Der \| 25 de març de 1983 \| Start-Massi Cycling Team (2015) \| \| \| Gian Friesecke \| 26 de novembre de 1994 \| \| \| \| Daniel Geismayr \| 28 de agost de 1989 \| \| \| \| Maximilian Hammerle \| 25 de juny de 1993 \| \| \| \| Reinier Honig \| 28 de octubre de 1983 \| Roompot-Oranje Peloton (2016) \| \| \| Patrick Jäger \| 3 de febrer de 1994 \| \| \| \| Michael Kucher \| 26 de març de 1993 \| \| \| \| Fabian Lienhard \| 3 de setembre de 1993 \| BMC Development (2016) \| \| \| Lukas Meiler \| 14 de febrer de 1995 \| Gebrüder Weiss-Oberndorfer (2014) \| \| \| Martin Meiler \| 19 de març de 1998 \| \| \| \| Patrick Schelling \| 1 de maig de 1990 \| IAM Cycling (2015) \| \| \| Théry Schir \| 18 de febrer de 1993 \| \| \| \| Francesc Zurita Martínez \| 10 de gener de 1992 \| \| \| \| \| \| \| \| \| Font: ProCyclingStats \| \| \| \| |                        |                                   |  |
| Llista de l'equip 2017 |                        |                                   |  |
| Ciclista | Data de naixement      | Equip previ                       |  |
| Sebastian Baldauf | 22 de febrer de 1989   | MLP Bergstraße (2014)             |  |
| Manuel Bosch | 28 de abril de 1989    |                                   |  |
| Žolt Der | 25 de març de 1983     | Start-Massi Cycling Team (2015)   |  |
| Gian Friesecke | 26 de novembre de 1994 |                                   |  |
| Daniel Geismayr | 28 de agost de 1989    |                                   |  |
| Maximilian Hammerle | 25 de juny de 1993     |                                   |  |
| Reinier Honig | 28 de octubre de 1983  | Roompot-Oranje Peloton (2016)     |  |
| Patrick Jäger | 3 de febrer de 1994    |                                   |  |
| Michael Kucher | 26 de març de 1993     |                                   |  |
| Fabian Lienhard | 3 de setembre de 1993  | BMC Development (2016)            |  |
| Lukas Meiler | 14 de febrer de 1995   | Gebrüder Weiss-Oberndorfer (2014) |  |
| Martin Meiler | 19 de març de 1998     |                                   |  |
| Patrick Schelling | 1 de maig de 1990      | IAM Cycling (2015)                |  |
| Théry Schir | 18 de febrer de 1993   |                                   |  |
| Francesc Zurita Martínez | 10 de gener de 1992    |                                   |  |
| |                        |                                   |  |
| Font: ProCyclingStats |                        |                                   |  |

## Classificacions UCI

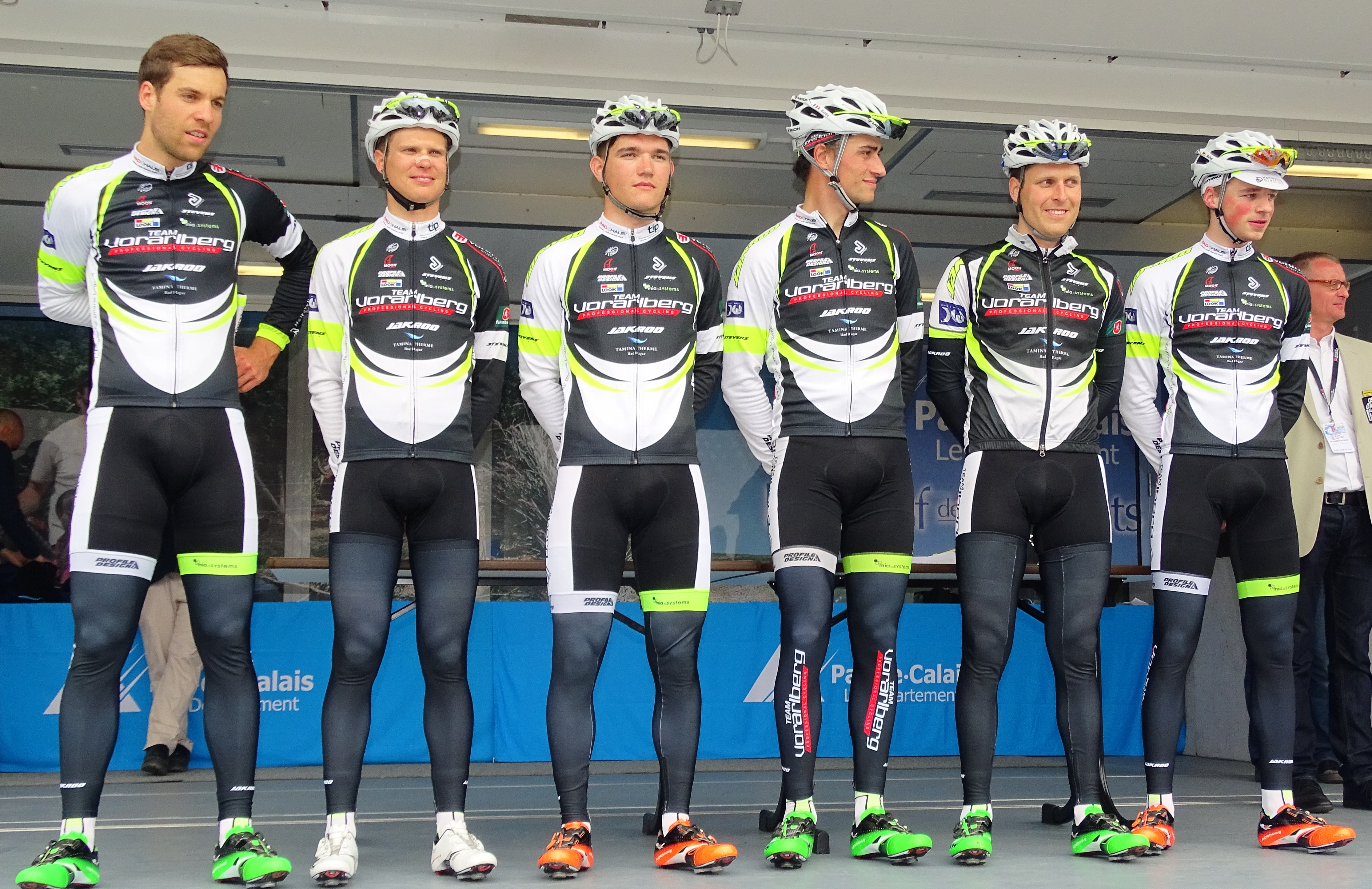
L'equip al París-Arras Tour de 2015

Fins al 1998 els equips ciclistes es trobaven classificats dins l'UCI en una única categoria. El 1999 la classificació UCI per equips es dividí entre GSI, GSII i GSIII. D'acord amb aquesta classificació els Grups Esportius I són la primera categoria dels equips ciclistes professionals. La següent classificació estableix la posició de l'equip en finalitzar la temporada.
| Temporada | Classificació per equips | Millor ciclista en la classificació individual |
| --------- | ------------------------ | ---------------------------------------------- |
| 2002      | 6è (GSIII)               | Martin Fischerlehner (401è)                    |
| 2003      | 4t (GSIII)               | Jure Golcer (260è)                             |
| 2004      | 6è (GSIII)               | Harald Morscher (407è)                         |

L'equip participa en les proves dels circuits continentals i principalment en les curses del calendari de l'UCI Europa Tour.
UCI Amèrica Tour
| Temporada | Classificació per equips | Millor ciclista en la classificació individual |
| --------- | ------------------------ | ---------------------------------------------- |
| 2012      | 39è                      | Patrick Konrad (199è)                          |

UCI Àsia Tour
| Temporada | Classificació per equips | Millor ciclista en la classificació individual |
| --------- | ------------------------ | ---------------------------------------------- |
| 2008      | 37è                      | Pascal Hungerbühler (65è)                      |
| 2009      | 40è                      | René Haselbacher (140è)                        |
| 2010      | 53è                      | René Weissinger (270è)                         |
| 2011      | 50è                      | René Weissinger (216è)                         |
| 2013      | 49è                      | Daniel Biedermann (133è)                       |
| 2014      | 28è                      | Fabian Schnaidt (45è)                          |
| 2015      | 59è                      | Víctor de la Parte (154è)                      |
| 2017      | 47è                      | Patrick Schelling (71è)                        |

UCI Europa Tour
| Temporada | Classificació per equips | Millor ciclista en la classificació individual |
| --------- | ------------------------ | ---------------------------------------------- |
| 2005      | 58è                      | René Weissinger (96è)                          |
| 2006      | 66è                      | Harald Morscher (287è)                         |
| 2007      | 47è                      | Florian Stalder (126è)                         |
| 2008      | 48è                      | Andreas Dietziker (159è)                       |
| 2009      | 58è                      | Sebastian Siedler (134è)                       |
| 2010      | 67è                      | Josef Benetseder (398è)                        |
| 2011      | 87è                      | Reto Hollenstein (248è)                        |
| 2012      | 29è                      | Robert Vrečer (16è)                            |
| 2013      | 90è                      | Dominik Hrinkow (448è)                         |
| 2014      | 55è                      | Fabian Schnaidt (224è)                         |
| 2015      | 44è                      | Víctor de la Parte (25è)                       |
| 2016      | 53è                      | Patrick Schelling (203è)                       |
| 2017      | 43è                      | Fabian Lienhard (117è)                         |

UCI Oceania Tour
| Temporada | Classificació per equips | Millor ciclista en la classificació individual |
| --------- | ------------------------ | ---------------------------------------------- |
| 2005      | 6è                       | Fraser MacMaster (7è)                          |
| 2006      | 22è                      | Werner Riebenbauer (37è)                       |
| 2008      | 14è                      | Cameron Wurf (14è)                             |